# Kasper Risgård
Kasper Risgård (ur. 4 stycznia 1983 w Aalborgu) – duński piłkarz występujący na pozycji defensywnego pomocnika.

## Kariera klubowa
Kasper Risgård zawodową karierę rozpoczął w 2002 w Aalborg BK. Zadebiutował w nim 13 kwietnia 2003 w przegranym 1:2 meczu z FC Nordsjælland. Do końca sezonu Duńczyk rozegrał jeszcze osiem ligowych pojedynków, a 1 czerwca strzelił dla swojego zespołu zwycięskiego gola w wygranym 1:0 spotkaniu przeciwko Køge BK. W 2004 Risgård został wypożyczony do FC Nordjylland. Po powrocie do Aalborga Duńczyk zaczął grać na środku defensywy, bowiem kilku obrońców drużyny było kontuzjowanych. W sezonie 2006/2007 trener klubu – Erik Hamrén ponownie zaczął wystawiać Risgårda do gry na pozycji defensywnego pomocnika. Od tego momentu duński zawodnik wywalczył sobie miejsce w podstawowej jedenastce AaB.
W sezonie 2007/2008 Risgård wystąpił w 32 meczach pierwszej ligi i strzelił pięć goli. Razem ze swoim zespołem wywalczył mistrzostwo Danii i zapewnił sobie awans do eliminacji Ligi Mistrzów. AaB w eliminacjach wyeliminowało najpierw bośniackie FK Modriča, a następnie litewskie FBK Kaunas. W rundzie grupowej drużyna z Aalborgu zajęła trzecie miejsce – została wyprzedzona przez Manchester United i Villarreal CF, natomiast sama wyprzedziła Celtic F.C. Trzecie miejsce dało AaB możliwość gry w Pucharze UEFA. W nim duński klub wyeliminował Deportivo La Coruña, jednak w 1/8 finału przegrał po serii rzutów karnych z Manchesterem City. Risgård rozegrał już dla swojego zespołu ponad 100 ligowych spotkań, setny występ zanotował 7 grudnia 2008 w wygranym 2:1 pojedynku z Randers FC.
9 czerwca 2009 Risgård na zasadzie wolnego transferu odszedł do grającej w 2. Bundeslidze Arminii Bielefeld. Podpisał z nią trzyletnią umowę i od początku pobytu pełni w niej rolę rezerwowego. 21 sierpnia 2010 Risgård odszedł do greckiego Panioniosu. W 2011 roku przeszedł do Silkeborga, a w 2013 roku wrócił do Aalborga. W 2019 roku zakończył tam karierę.
W Superligaen rozegrał 344 spotkania i zdobył 49 bramek.

## Kariera reprezentacyjna
23 września 2003 w przegranym 0:1 meczu z Ukrainą Risgård zadebiutował w reprezentacji Danii do lat 20. Łącznie rozegrał dla niej trzy spotkania, ostatnie 17 lutego 2004 przeciwko Turcji.